# Kriminalphänomenologie
Die Kriminalphänomenologie befasst sich deskriptiv mit den Erscheinungsformen des Verbrechens vor einem individuellen oder gesellschaftlichen Hintergrund. 
Dazu gehören das Dokumentieren des Ausmaßes, der Art und der Umstände von Straftaten sowie die Aufstellung und Auswertung von Kriminalstatistiken. Die Kriminalphänomenologie ist neben der Kriminalätiologie und der Viktimologie ein Teilbereich der Kriminologie.